# (147799) 2005 RA34
2005 أر أي 34 (ويعرف أيضًا باسم (147799) 2005 أر أي 34 وفق تسمية الكوكب الصغير) (بالإنجليزية: 2005 RA34)‏ هو كويكب ضمن حزام الكويكبات؛ وترتيبه 147799 من حيث الاكتشاف.
اكتُشف هذا الجُرم الفلكي بواسطة جيمس ويتني يونغ في 15 سبتمبر 2005.

## وصلات خارجية
- (147799) 2005 RA34 في قاعدة بيانات مختبر الدفع النفاث لأجرام النظام الشمسي الصغيرة

- الاكتشاف · مخطط المدار ·  العناصر المدارية · المعلمات المادية

- (147799) 2005 RA34 على موقع ويكي سكاي: DSS2, SDSS, GALEX, IRAS, Hydrogen α, X-Ray, Astrophoto, Sky Map, Articles and images